# Howsen Village
Howsen Village es una villa de Trinidad y Tobago, que forma parte de la región de Sangre Grande.

## Geografía
La villa abarca parte de la isla Trinidad y limita al norte con Cumuto y Cunaripo, al sur con Tamana, al este con Cunaripo, Tamana y Four Roads-Tamana y al oeste con Cumuto y Coryal.

## Demografía
Datos demográficos de la villa de Howsen Village:
| Gráfica de evolución demográfica de Howsen Village entre 2000 y 2011 |
|                                                                      |